# Kokua (Grupo musical japonés)
Kokua (kōkua, コクア) es un grupo musical japonés formado en 2006 especialmente para cantar "Progress", la canción tema del nuevo programa プロフェッショナル 仕事の流儀 (Profesional Shigoto no Ryuugi), conocido en el extranjero como "Los Profesionales"

## Miembros
El grupo está formado por los renombrados músicos japoneses Shikao Suga (Vocalista, compositor, liricista), Takebe Satoshi (Productor, liricista, teclado), Hirokazu Ogura (guitarra), Takamune Negishi (bajo), y Gota Yashiki (batería)

## Discografía

### Sencillos
- Progress（2 de agosto de 2006） - 『プロフェッショナル 仕事の流儀』(Professional Shigoto no Ryuugi) canción tema[7]

### Álbumes
- Progress（1 de junio de 2016）[8]